# Warme Kante

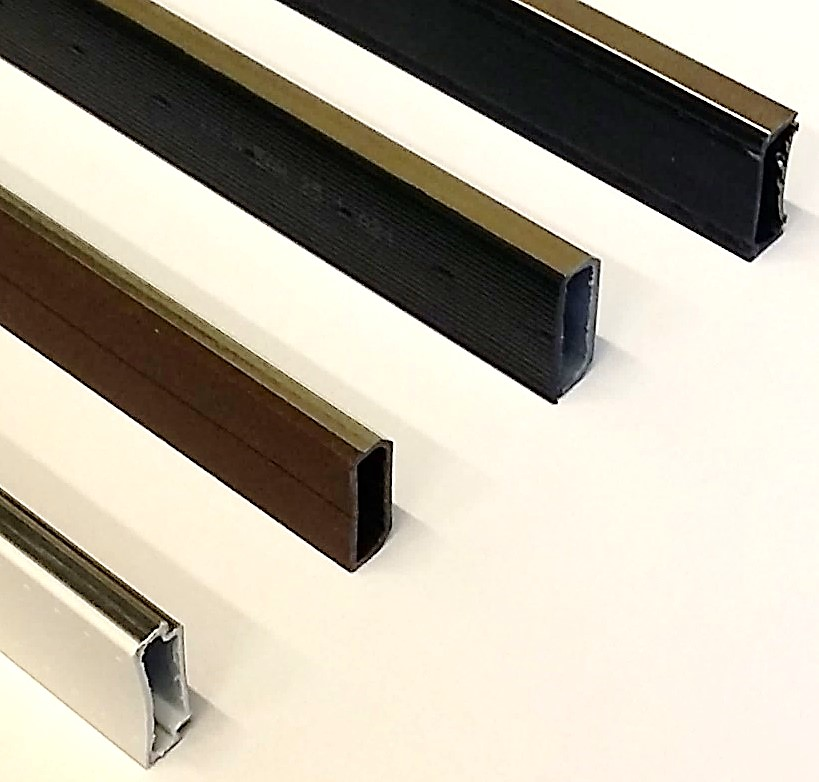
Isolierglas-Hybridabstandshalter verschiedener Marken von links nach rechts: Technoform (früher "TGI-Spacer"), Swisspacer V, Thermix TX.N und Cromatech Ultra

Als warme Kante wird der Randverbund von Mehrscheiben-Isolierglas bezeichnet, bei dem der Abstandhalter zwischen den Glasscheiben aus Materialien mit geringer Wärmeleitfähigkeit besteht. Bei Fenstern und Türen wird der Begriff auch übergreifend für eine verbesserte Wärmedämmung im Bereich des Glaseinstandes am Rahmen verwendet.
Bis in die 1990er Jahre wurden bei Isolierglas vorwiegend Abstandhalter aus Aluminium verwendet. Da Aluminium Wärme gut leitet, kühlte sich der Scheibenrand bei niedrigen Außentemperaturen stark ab. Diese Abkühlung am Rand ist bei neueren Abstandhaltern mit geringer Wärmeleitfähigkeit nur gering, man spricht daher von einer warmen Kante.
Die Wärmedämmung im Übergangsbereich vom Glas zum Rahmen wird maßgeblich von der Wärmeleitfähigkeit des Isolierglas-Abstandshalters beeinflusst, der die zwei oder drei Einzelscheiben an ihren Außenkanten zur Isolierglaseinheit verbindet. Gemeinsam mit einer umlaufenden Sekundärabdichtung dichtet der Abstandhalter den Scheibenzwischenraum zudem nach außen ab.
Zur Ermittlung des Wärmedurchgangskoeffizienten UW (UCW) des gesamten Fensters nach  EN ISO 10077-1 (EN ISO 12631) wird neben den Wärmedurchgangskoeffizienten von Rahmen und Verglasung der lineare Wärmedurchgangskoeffizient ψ (Psi) verwendet, der den Wärmeverlust beziffert, der im Randbereich entsteht, in dem sich Verglasung und Rahmen überschneiden. Der Psi-Wert hängt insbesondere vom Abstandhalter im Isolierglas ab. Je niedriger der Psi-Wert, desto besser sind die Wärmedämmeigenschaften des Randverbunds.
Zweischeiben-Isolierglas ist typischerweise 24 mm stark. Die beiden Scheiben von je 4 mm Stärke werden durch einen 16 mm breiten Abstandhalter miteinander verbunden. Dreischeibenglas hat meist eine Stärke von 32 bis 40 mm. 

## Verbesserter Wärmeschutz
Die Dämmleistung von gängigen Wärmeschutzgläsern mit Zwei-Scheiben-Aufbau wurde durch verbesserte Metallbeschichtungen und die Füllung des Scheibenzwischenraums mit den Edelgasen Argon oder Krypton bis an die physikalisch mögliche Grenze gesteigert.
Zu Beginn der 1990er Jahre lag der Wärmedurchgangskoeffizient (Ug-Wert) einer Zweifach-Wärmeschutzverglasung bei circa 3,0 W/(m2 K), heute bei 1,1 W/(m2 K). Mit Dreifach-Wärmeschutzverglasungen sind Ug-Werte bis 0,5 W/(m2 K) erreichbar. Der Wärmedurchgangskoeffizient gibt die Wärmemenge in Wh an, die in einer Stunde durch einen Quadratmeter eines Bauteils je Grad Temperaturunterschied zwischen der Raum- und Außenluft hindurchgeht. Je kleiner der Wert, desto größer ist die Wärmedämmung.
Parallel zur Optimierung der Wärmedämmung der Funktionsgläser wurde die Rahmenkonstruktion verbessert. Je besser aber Glas und Rahmen isolieren, umso deutlicher macht sich der Aluminium-Abstandhalter im Isolierglas-Randverbund als thermische Schwachstelle bemerkbar. Der klassische Abstandhalter wirkt am Verglasungsrand als Wärmebrücke. Sinkt die Temperatur bis unter den Taupunkt, bildet sich Kondensat, das insbesondere bei Holzfenstern und -türen die Rahmenkonstruktion schädigt. Die Kondensatbildung bei 2-Scheiben-Isolierglas wird mit warmer Kante weitgehend vermieden. Bei 3-Scheiben-Isolierglas tritt sie ohnehin kaum auf.
Um den Wärmebrücken-Effekt zu verringern, werden etwa seit Mitte der 1990er Jahre Abstandhalter aus Materialien verbaut, deren Wärmeleitfähigkeit deutlich geringer als die von Aluminium ist.
Glasintegrierte Elemente wie Sprossen sollten ebenfalls aus Materialien mit niedriger Wärmeleitfähigkeit gefertigt werden.

## Varianten
Mittlerweile gibt es eine Reihe unterschiedlicher Abstandhalter-Systeme für die warme Kante. Neben Profilen aus Edelstahl, verschiedenen Kunststoffmischungen und Struktursilikonschaum kommen spritzbare thermoplastische Abstandhalter aus Polyisobutylen zum Einsatz. Auch sind Verbundsysteme aus Biopolymeren aus nachwachsenden Rohstoffen verfügbar. Flexible Schaumprofile werden von der Rolle, thermoplastische Abstandhalter aus dem Fass direkt auf die Scheibe appliziert. Dafür ist spezielle Maschinentechnik erforderlich, die einen hohen Automatisierungsgrad ermöglicht.
Die folgende Produktnamen-Aufzählung ist alphabetisch geordnet:

### Ködispace
„Ködispace“ ersetzt einen festen Abstandhalter. indem es in flüssiger Form direkt auf das Glas appliziert wird. Es wird angegeben, dass das "matte Schwarz des Dichtstoffs" die "Rahmenfarbe widerspiegelt", so dass sich die Verwendung von verschiedenen Farben erübrigt.
Die PSI-Werte der in einer Höhe von rund 6 mm applizierten Dichtmasse aus Polyisobutylen liegen bei 0,034 bis 0,043. Mit dem System sind Glaszwischenräume in einer Breite von 4 bis 18 mm in Abstufungen von 1 mm möglich.

### NiroTec
Der „NiroTec“-Abstandhalter besteht aus 0,17 mm Edelstahl und ist seit 1995 auf dem Markt. Die PSI-Werte liegen bei 0,056-0,065.

### Swisspacer
Der „Swisspacer Advance“ besteht aus Kunststoff mit einer Aluminiumfolie als Sperrschicht. Die PSI-Werte des rund 6,5 mm hohen Abstandsprofils liegen bei 0,037 bis 0,047. Es ist in 17 Farben erhältlich. Die Rahmenecken werden mit einer speziellen Schweißtechnik miteinander verbunden.
Der „Swisspacer Ultimate“ besteht aus Kunststoff mit einer metallbeschichteten Kunststofffolie als Sperrschicht. Die PSI-Werte des rund 6,5 mm hohen Abstandsprofils liegen bei 0,030 bis 0,036.

### Super Spacer
„Super Spacer“ ist ein flexibles Abstandhaltersystem aus Struktursilikonschaum mit 100 % Rückstellvermögen bei durch Klimalasten verursachten Pumpbewegungen des Isolierglases. Er wird entweder manuell oder mittels Roboter von der Rolle auf die Scheiben appliziert. „Super Spacer“ wurde von der Firma Edgetech I.G. Inc. aus Cambridge, Ohio entwickelt und 1989 als weltweit erster metallfreier Warme Kante Abstandhalter eingeführt. Das Trockenmittel ist bereits integriert. Die PSI-Werte des Abstandhalters Super Spacer TriSeal/T-Spacer Premium für die Verarbeitung in einem Dreischeiben-Isolierglas und einer Bauhöhe von 6,3 mm liegen bei 0,029 bis 0,036 W/mK.

### Technoform (früher: "TGI-Spacer")
Die Abstandhalter von Technoform sind aus Polypropylen und tragen am Rücken eine Ummantelung aus Edelstahlfolie. Polypropylen besitzt eine niedrige Wärmeleitfähigkeit und dient als Basismaterial für die Grundform des Abstandhalters, die Ummantelung aus Edelstahl sorgt für die Dichtheit des Randverbundes und eine gute Haftung der üblichen Isolierglasdichtstoffe.
Es gibt sie in verschiedenen Varianten. Die PSI-Werte des rund 7 mm hohen Abstandsprofils liegen bei 0,038 bis 0,049. Es ist erhältlich in Schwarz, Weiß, Hellgrau, Dunkelgrau, Hellbraun, Dunkelbraun und in Breiten von 8 bis 24 mm mit 2 mm Abstufung.

## Berechnung des Wärmedurchgangskoeffizienten
Der Wärmedurchgangskoeffizient (U-Wert) wird nach dem Berechnungsverfahren nach DIN EN ISO 10077-1 berechnet. Neben den U-Werten für Glas und Rahmenkonstruktion sowie den jeweiligen Flächen dieser beiden Komponenten wird bei der Berechnung der lineare Wärmedurchgangskoeffizient ψ (Psi) des Abstandhalters benötigt. Dieser (auf die jeweilige Kantenlänge der Verglasung bezogene) Wert beschreibt den zusätzlichen Wärmestrom, der durch das Zusammenwirken von Rahmenprofil und Isolierglasrand, einschließlich des Einflusses des Abstandhalters, verursacht wird. Je höher der Psi-Wert ist, umso mehr Energie geht durch den Randverbund verloren. Die Maßeinheit ist W/(m K). 1 W/(m K) bedeutet, dass pro Meter Kantenlänge und Grad Temperaturdifferenz 1 Watt Wärmeenergie verloren geht.
Durch den Einsatz von Warme-Kante-Abstandhaltern kann der Psi-Wert um bis zu 60 Prozent gesenkt werden.
Wie stark sich der Einfluss des Abstandhalters auf die Bewertung des gesamten Bauteils auswirkt, ist sehr vom Format der Isolierverglasung abhängig. Bei kleineren Scheiben sind die Auswirkungen relativ großer Glaseinheiten (beispielsweise hat eine quadratische Scheibe von 50 × 50 cm eine Fläche von 0,25 m² und einen Außenrand von 2 m Länge; eine Scheibe von 1 × 1 m hat 1 m² Fläche und einen Außenrand von 4 m Länge, also vierfache Fläche, aber nur doppelte Außenrand-Länge).

## Entwicklung
Die Einführung thermisch verbesserter Abstandhalter beschleunigte sich mit der Energieeinsparverordnung (EnEV) von 2002, die fordert, die wärmetechnischen Eigenschaften von Abstandhaltern rechnerisch zu berücksichtigen. Auf Basis der DIN EN ISO 10077-1 werden bei der Ermittlung des Wärmedurchgangskoeffizienten für das gesamte Fenster nicht nur die Transmissionswärmeverluste über Glas und Rahmen, sondern auch die Wärmeverluste über den Isolierglas-Randverbund berechnet.
Weiter forciert wird diese Entwicklung durch die Ziele der Bundesregierung zur Verringerung des CO2-Ausstoßes. In der EnEV 2007 und EnEV 2009 wurden die Anforderungen an die Wärmedämmung von Gebäuden verschärft.